# Andy Comeau
Andy Comeau (ur. 19 października 1970 w New Hampshire, w stanie New Hampshire, w hrabstwie Hillsborough) – amerykański aktor telewizyjny, filmowy i teatralny, producent filmowy.

## Życiorys
Urodził się jako najmłodszy z dziesięciorga dzieci sprzedawcy odzieży narciarskiej, a jego matka mając 30 lat została babcią. Wychowywał się na farmie w New Hampshir i spędził tam pierwsze dwadzieścia lat swego życia. Uczęszczał do Bishop Guertin High School, a następnie kontynuował edukację na Uniwersytecie w New Hampshire (półtora roku). Występował w Palace Theater w Manchester, w stanie New Hampshire, jako tancerz w sztuce Václava Havla Pokusa. Po semestrze wyjechał do Londynu do Regents College. Następnie powrócił do USA, przerwał studia i przenieniósł się do Los Angeles, aby kontynuować karierę aktorską.
Pojawił się jako Forrest Gump w teledysku parodysty „Weirda Ala” Yankovica do piosenki „Gump” (1996).

## Filmografia

### Filmy fabularne
- 1994: Rave Review jako Student
- 1997: Osiem głów w torbie (8 Heads in a Duffel Bag) jako Charlie
- 1998: Wenus na twardym dysku (Venus on the Hard Drive) jako Harry
- 1998: Tragiczny lot 1025 (Blackout Effect) jako Tim Connors
- 1998: Wirtualna obsesja (Host) jako Tom Inman
- 2002: Zdjęcie w godzinę (One Hour Photo) jako Duane
- 2004: Mój mały świat (My Tiny Universe) jako Dickie
- 2006: Życie szczęśliwców (Life Happens) jako Mike
- 2007: Bejbis (The Babysitters) jako Jerry Tuchman
- 2008: Animals jako Jules
- 2010: The Tomato jako Banana

### Seriale TV
- 1999: Will & Grace (1999) jako Andy Fellner
- 2000: Dharma i Greg (Dharma & Greg) jako Bill
- 2001: Żarty na bok (That's Life)
- 2002: Egzamin z życia (The Parkers) jako Louie
- 2002: Powrót do Providence (Providence) jako kelner Andy
- 2004: CSI: Kryminalne zagadki Las Vegas (CSI: Scena del crimine) jako Jason
- 2004: CSI: Kryminalne zagadki Nowego Jorku (CSI: NY) jako Carson Silo
- 2004–2006: Huff jako Teddy Huffstodt
- 2006: Zabójcze umysły (Criminal Minds) jako Mark Gregory
- 2007: Dr House (Dr. House - Medical Division) jako dr Travis Brennan
- 2008: Dowody zbrodni (Cold Case) jako Frank Wilson '81
- 2008: Zaklinacz dusz (Ghost Whisperer - Presenze) jako Christopher Murray
- 2009: Zaufaj mi (Trust Me)
- 2009: Na linii strzału (In Plain Sight) jako Barry Ness
- 2010: Bez skazy (Nip/Tuck) jako Rupert Kenney
- 2010: Prywatna praktyka (Private Practice) jako Nathan
- 2010: Siostra Hawthorne (Hawthorne - Angeli in corsia) jako Jason